# Claire de Bavière
La princesse Claire de Bavière (en allemand, Clara Eugenie Christina Gabriele Alexandrina Marie Theresia Euphemia Zenaide Prinzessin von Bayern), née le 11 octobre 1874 au château de Nymphenburg à Munich et morte, au même lieu, le 29 mai 1941, est un membre de la maison de Wittelsbach et également un peintre naturaliste.

## Biographie
La princesse Claire, née en 1874, est la troisième fille et le dernier des cinq enfants d'Adalbert de Bavière et d'Amélie d'Espagne. Son père meurt, alors qu'elle n'a pas atteint l'âge d'un an.
Elle est abbesse du Chapitre des Dames de Sainte-Anne à Wurtzbourg et grande maîtresse de l'ordre de Sainte-Anne du couvent des Dames de Wurtzbourg.
À l'instar de sa mère, douée d'un talent artistique, Claire de Bavière est également peintre naturaliste et représente des portraits, ainsi que des paysages ou des bouquets de fleurs.
Elle meurt le 29 mai 1941 au château de Nymphenburg, à Munich, célibataire, à l'âge de 66 ans. Elle est inhumée dans le colombarium de l'église Saint-Michel de Munich.

## Honneurs
Claire de Bavière est :
- Dame noble de l'ordre de la Croix étoilée, Autriche-Hongrie ;
- Dame d'honneur de l'ordre de Thérèse (Royaume de Bavière) ;
- Dame de l'ordre de Sainte-Élisabeth (Royaume de Bavière).